# Peline Story
Peline Story (ペリーヌ物語?, Perīnu monogatari, letteralmente "La storia di Perrine"), è un anime giapponese, ispirato al romanzo In famiglia del 1893 di Hector Malot. La serie è stata prodotta dalla Nippon Animation e mandata in onda in Giappone su Fuji TV dal 1º gennaio al 31 dicembre 1978. In Italia è stata trasmessa per la prima volta nel 1980 sulle televisioni locali e replicata successivamente anche dal network Euro TV e da Italia 1.
La serie, composta da 53 episodi, è stata diretta da Hiroshi Saitō nei primi 29 episodi e da Shigeo Koshi per i restanti e fa parte del progetto World Masterpiece Theater (all'epoca chiamato Calpis Family Theater) della Nippon Animation, del quale rappresenta il capitolo più longevo.

## Trama

### Antefatto
La storia inizia nella seconda metà dell'Ottocento. Durante un viaggio in India Edmond Paindavoine, figlio di un ricco industriale proprietario di uno dei più grandi cotonifici francesi, in disaccordo con il padre Vulfran sposa Mary Doressany, una ragazza anglo-indiana. Edmond viene ripudiato dal padre, che non accetta che la giovane nuora entri nella sua famiglia. Dal matrimonio nascerà Peline.
Dopo una dozzina d'anni i genitori di Peline decidono di partire dall'India per ritornare in Francia dal vecchio nonno di Peline, sperando di riallacciare i rapporti. La famiglia affronterà un lungo viaggio con un carro trainato dall'asino Palikare, guadagnandosi da vivere con il mestiere di fotografi ambulanti.

### Il viaggio
La serie animata inizia in Bosnia nel marzo 1878, all'indomani della morte del padre di Peline che lascia la giovane moglie e la figlia ormai tredicenne sole nel loro lungo viaggio.
In agosto, dopo altri cinque mesi di viaggio, Peline e la madre raggiungono Parigi, ma la donna, debilitata per il viaggio e per le privazioni muore, nonostante la figlia abbia venduto tutto ciò che possedevano (carro, asino, gli ultimi gioielli, la macchina fotografica) per acquistare le medicine. Prima di morire la madre rivela a Peline l'amara verità: suo nonno paterno sicuramente avrebbe accolto a braccia aperte il figlio, ma probabilmente la nuora e la nipote sarebbero state respinte in quanto il vecchio era stato da sempre contrario al matrimonio tra i genitori di Peline e si era sempre rifiutato di avere rapporti con la giovane nuora.
In ogni caso Peline avrebbe dovuto comunque raggiungere il nonno nella cittadina di Maraucourt dove c'era la sede centrale della sua compagnia, per tentare di conquistare il suo affetto, nonostante l'avversione che il vecchio avrebbe avuto per lei. Peline affronta a piedi gli ultimi 150 km di viaggio, sola, disperata e senza soldi, rischiando di morire di stenti, ma finalmente raggiunge Maroucourt.

### Maroucourt
Una volta arrivata nel paese del nonno paterno, Peline cerca prima di tutto di capire quale sia la situazione prima di agire. Si presenta in paese con il falso nome di Aulerie
e riesce a farsi assumere come operaia carrellista nella fabbrica del nonno. Aulerie scopre così che nonno Vulfran, reso cieco da una grave forma di cataratta, continua comunque a dirigere energicamente la ditta come se ci vedesse. Inoltre il vecchio è nella disperata attesa del ritorno del figlio Edmond che, suo unico erede, avrebbe dovuto prendere in mano le redini dell'impero industriale che egli aveva costruito negli anni.
Nel frattempo in un nuovo stabilimento del nonno che sta per essere ultimato in una cittadina vicina, arrivano dei tecnici inglesi per montare i macchinari. Purtroppo l'interprete e traduttore della ditta è gravemente malato e i lavori rischiano di subire un pesante ritardo per l'impossibilità degli inglesi di comunicare con gli ingegneri francesi. Ad Aulerie, che conosce oltre al francese anche l'inglese insegnatole dalla madre, viene assegnato il nuovo compito di interprete. Aulerie assolve all'impegno in maniera estremamente brillante e i lavori di montaggio terminano con largo anticipo sui tempi previsti. La cosa viene notata dal nonno, che prende la ragazzina in simpatia anche se non conosce la sua vera identità. In un primo momento le assegna il lavoro di traduttrice della sua corrispondenza in inglese e poi, riconosciuta la sua estrema efficienza e lealtà, la promuove sua segretaria personale, invitandola a vivere nella sua villa.
Il nonno sta facendo ricerche per riuscire a rintracciare il figlio (non sa ancora che è morto) e riceve dai suoi informatori in India lettere in inglese con frammentarie notizie, che Aulerie gli traduce. Aulerie prova un grande affetto e una gran pena per il nonno, nonostante egli abbia più volte usato in sua presenza parole terribili verso sua madre, colpevole di tenere il marito "prigioniero" in India, impedendogli di tornare. Malgrado sappia la verità, Aulerie non osa rivelare al nonno la sua vera identità, sia per la paura di essere respinta, sia perché, così facendo, avrebbe implicitamente comunicato al vecchio Vulfran la morte prematura del figlio Edmond.
Alla fine, come era inevitabile, al nonno arriva dai suoi informatori la terribile notizia della morte del figlio in Bosnia, mentre con la moglie e la figlia tentava di raggiungere la Francia. Il vecchio cade in un terribile sconforto, ma Aulerie gli rimane accanto e lo salva dalla depressione con il suo affetto incondizionato.
Il nonno, mentre si stava riprendendo dalla terribile notizia, si trova a parlare con Françoise, la vecchia balia del figlio, e le confessa il profondo affetto che ormai prova per questa ragazzina sconosciuta apparsa dal nulla, che da qualche mese lo allieta con la sua presenza. La vecchia donna gli rivela uno strano particolare: Aulerie assomiglia curiosamente al figlio Edmond quando era un bambino. Il nonno è cieco, quindi non si è mai accorto della cosa, ma questo fatto gli fa avere i primi sospetti su chi sia veramente Aulerie. Dopo alcune ricerche svolte in segreto, il suo avvocato riesce a risalire alla vera identità di Aulerie e finalmente Peline, ormai "smascherata", può abbracciare il nonno come sua nipote.
In seguito Peline sovrintende ai sostanziali cambiamenti che il nonno Vulfran apporta nelle condizioni di vita dei suoi operai. Viene costruito un asilo nido, dove le madri operaie possono lasciare i figli durante l'orario di lavoro e vengono allestiti nuovi alloggi, che sostituiscono i cameroni malsani dove erano costrette a vivere stipate decine di persone. Inoltre riesce a convincere il nonno a farsi operare agli occhi, ed egli finalmente, riacquistata la vista, può vedere nel volto della ragazza i lineamenti del figlio morto.
Dopo questa avventura, Peline si rende conto di aver trovato la felicità.

## Personaggi

### Principali
Peline Paindavoine (ペリーヌ・パンダボアヌ?, Perīnu Pandaboanu, Perrine Paindavoine)
Doppiata da: Hiromi Tsuru (ed. giapponese), Rita Baldini, Antonella Baldini (ep. 1-9), Roberta Paladini (ep. 10-44), Laura Lenghi (ep. 45-53) (ed. italiana)
È la protagonista della serie. Ha 13 anni, ha capelli color biondo ramato, occhi azzurri, ed è una ragazzina intelligente, matura, tenace e di buon cuore. Viaggia assieme alla madre e al cane Barone su di un carretto trainato dall'asino Palikare in giro per l'Europa, con l'obbiettivo di raggiungere Maroucourt, il paese in cui suo nonno possiede una grossa filanda. Dopo la morte della madre, Peline dimostra una straordinaria forza d'animo affrontando l'ultimo tratto di viaggio a piedi, rischiando quasi di morire di stenti. Quando giunge a Maroucourt adotta il falso nome di Aulerie (Aurélie), e inizia a lavorare come carrellista nella fabbrica del nonno. Durante questo periodo la bambina si stabilisce in un rifugio di caccia situato su un isolotto al centro di un laghetto. Qui Peline dà prova di essere una ragazza ingegnosa e piena di risorse, fabbricandosi da sola stoviglie, scarpe, vestiti e imparando a pescare. In seguito la fanciulla riesce a farsi assumere dal nonno come segretaria personale, fungendo anche da traduttrice e interprete per i clienti stranieri. Infatti, essendo nata in India da padre francese e madre anglo-indiana, parla perfettamente sia il francese che l'inglese. Peline riesce così a conquistare lentamente la fiducia e l'affetto di suo nonno e dei cittadini senza che nulla le sia dovuto.
Mary Paindavoine (マリ・パンダボアヌ?, Mari Pandaboanu, Marie Paindavoine)
Doppiata da: Masako Ikeda (ed. giapponese), Franca De Stradis (ed. italiana)
La madre anglo-indiana di Peline. È una giovane donna di bell'aspetto, dai lunghi capelli neri e dalla carnagione olivastra; è dolce, timida e mite. Il suo cognome da nubile è Stevenson, mentre nel romanzo originale è Doressany. Svolgeva il ruolo di assistente fotografa per suo marito prima della morte di quest'ultimo. Su suggerimento della figlia indossa occasionalmente il sari per attirare più facilmente la clientela, benché fosse inizialmente riluttante, in quanto le sembrava di mancare di rispetto alla propria cultura. Di salute cagionevole, la donna arriverà a Parigi stremata, dove morirà a causa degli stenti, non prima di aver confessato alla figlia che il nonno non l'ha mai accettata come nuora e che quindi potrebbe accogliere freddamente anche lei. Il suo ultimo insegnamento per la figlia sarà che: "per essere amata, dovrai per prima amare gli altri". Mary sarà un punto di riferimento fondamentale nella crescita della protagonista, che una volta rimasta sola prenderà esempio da lei per la sua grande bontà e per la sua pazienza.
Vulfran Paindavoine (ビルフラン・パンダボアヌ?, Birufuran Pandaboanu)
Doppiato da: Kinshiro Iwao (ed. giapponese), Mario Milita (ep. 27-29, 33), Mario Colli (ep. 34-36, 38),  Manlio Guardabassi (ep. 37, 39-53) (ed. italiana)
È il nonno di Peline. Possiede un importante stabilimento tessile a Maroucourt, costruito da lui stesso e vive in una grande villa. Ha perduto la vista a causa di una cataratta. Nonostante sia fondamentalmente buono è molto orgoglioso, ed è tanto assorto dalla fabbrica da prestare poca attenzione a chi lo circonda. Aveva interrotto i rapporti con suo figlio Edmond dopo che quest'ultimo aveva sposato Mary in India contro la sua volontà. Quando Peline arriva in paese ha ricominciato a mettersi sulle tracce del figlio, ma prova ancora sentimenti di rancore verso Mary. Quando la ragazza inizia a lavorare per lui come segretaria, lo sente spesso parlare male della sua defunta madre, ferendo i suoi sentimenti. Successivamente cade in una profonda depressione in seguito alla scoperta della morte del figlio. Vulfran riesce a superare questo brutto momento grazie alle cure e al supporto morale di Peline, alla quale si affeziona sempre di più. L'uomo inizia a sospettare che la ragazza potrebbe essere sua nipote quando la balia di suo figlio gli riferisce di aver notato delle somiglianze fra i due, e manda così il suo avvocato a Parigi per fare delle ricerche sul suo conto. Una volta ricevuta la conferma sull'identità di Peline, l'uomo è così sopraffatto dalla felicità che accetta di farsi operare su insistenza della nipote e recupera la vista.
Edmond Paindavoine (エドモン・パンダボアヌ?, Edomon Pandaboanu)
Doppiato da: Daisaku Shinoara (ed. giapponese), Vittorio Di Prima (ed. italiana)
È il padre di Peline. Appare solamente in un flashback nel primo episodio e in alcuni ritratti nella villa di Vulfran. Sposò Mary durante un viaggio per lavoro in India causando l'ira del padre. Quando gli affari in India cominciarono ad andare male, intraprese l'attività di fotografo ambulante assieme alla moglie, per dirigersi verso il suo paese natale con la piccola Peline. Muore di polmonite in Bosnia il 19 marzo 1878, poco prima dell'inizio della serie.
Palikare (パリカール?, Parikāru)
Il fedele asino che traina il carrozzone su cui viaggiano Peline e Mary. La bambina è costretta a venderlo a Parigi alla signora LaLeclie per pagare le medicine con cui curare sua madre. In seguito salva la vita a Peline, trovandola per caso svenuta in un bosco a causa della siccità, e successivamente la incontra di nuovo a Maroucourt. Si ricongiunge definitivamente alla padroncina nel finale della storia.
Barone (バロン?, Baron)
È il buffo cagnolino da caccia di Peline e mascotte della serie, non presente nel romanzo originale. Sarà l'unico conforto di Peline quando si ritroverà completamente sola dopo la morte della madre. Rischia di morire quando viene colpito da un proiettile sparato da Theodore, ma viene salvato dal dottor Lucion.
Marcel (マルセル・サンド?, Maruseru Sando, Marcel Sande)
Doppiato da: Yoshikaki Okamura (ed. giapponese), Fabrizio Mazzotta (ed. italiana)
Un ragazzino proveniente da una famiglia di circensi. Peline e Mary lo incontrano in Italia dopo che è scappato da sua zia, alla quale era stato affidato dai genitori. Madre e figlia decidono di prenderlo con loro finché non ritroveranno il Circo Etoile, in cui lavora la sua famiglia. Durante il viaggio tenta di insegnare a Barone alcuni trucchi, anche se con poco successo. Lascia Peline nei pressi di Milano per riunirsi con i suoi genitori, ma i due si ritroveranno a Parigi, dove rimane accanto all'amica durante la malattia e la morte di sua madre. Incontra nuovamente Peline nell'episodio finale. Il suo ruolo è notevolmente espanso rispetto al romanzo originale, nel quale figura brevemente con il nome di Gras Double.

### Parigi
Simon (シモンじいさん?, Shimon jīsan)
Doppiato da: Ichirō Nagai (ed. giapponese), Mario Milita (ed. italiana)
È il padrone dello spiazzo in cui alloggiano Peline e sua madre a Parigi. Fa il rigattiere, è molto avaro ed ama il vino. Inoltre possiede diversi cagnolini. Inizialmente è molto esigente con Peline riguardo al pagamento dell'affitto, ma si ammorbidisce quando la malattia di sua madre si aggrava, finendo con l'affezionarsi alla bambina.
Marchesa Caroline (カロリーヌ?, Karorīnu)
Doppiata da: Ichikawa Chieko (ed. giapponese), Giovanna Avena (ed. italiana)
Un'anziana cantante soprannominata "la Marchesa" che vive nello spiazzo di Simon, fin dall'inizio molto gentile con Peline.
Signora LaLeclie (ルクリおばさん?, Rukuri obasan, Signora La Rouquerie)
Doppiata da: Miyoko Asō (ed. giapponese), Claudia Ricatti (ed. italiana)
È una venditrice ambulante di pentole e pellicce dall'aspetto e dai modi mascolini. Acquista Palikare da Peline a Parigi. Successivamente si prende cura della bambina quando Palikare la trova svenuta in un bosco. Le due fanno un tratto di viaggio assieme e Peline la aiuta nel suo lavoro, finché non si separano a Maroucourt. LaLeclie le propone anche di continuare a fare affari con lei qualora non dovesse trovarsi bene con suo nonno. In seguito incontra di nuovo Peline nei pressi di Maroucourt, e nel finale rivende Palikare a Vulfran.

### Maroucourt
Rosalie (ロザリー?, Rozarī)
Doppiata da: Kaoru Kurosu (ed. giapponese), Laura Lenghi (ed. italiana)
È una ragazzina coetanea di Peline. Quando quest'ultima arriva in città aiuta Rosalie a trasportare un pesante cesto di patate, e le due diventano presto migliori amiche. È allegra e schietta, lavora nella filanda di Vulfran e aiuta il padre e la nonna nel ristorante di famiglia. Vulfran sembra avere una predilezione per lei, in quanto nipote della balia di suo figlio, è stato infatti proprio lui a scegliere il suo nome. Mentre lavora in fabbrica rischia di perdere un dito in seguito ad un pericoloso incidente, da cui riesce fortunatamente a riprendersi.
Paul (ポール?, Pōru)
Doppiato da: Nagisa Koyama (ed. giapponese), Corrado Conforti (ed. italiana)
Il fratellino di Rosalie, che vorrebbe adottare Barone. Non è presente nel romanzo originale.
Francoise (フランソワーズ?, Furansowāzu)
Doppiata da: Haru Endo (ed. giapponese), Giovanna Avena (ep. 27-38, 46, 51), Sara Di Nepi (ep. 45, 47, 50, 52) (ed. italiana)
La nonna paterna di Rosalie e Paul, che gestisce un ristorante assieme al figlio Cesare. È stata la balia di Edmond e appena vede Peline nota subito la somiglianza fra i due. È infatti proprio lei a suscitare in Vulfran il dubbio che la ragazzina potrebbe essere sua nipote.
Cesare (セザール?, Sezāru)
Doppiato da: Takkō Ishimori (ed. giapponese), Erasmo Lo Presto (1ª voce), Bruno Cattaneo (2ª voce) (ed. italiana)
Il padre di Rosalie e Paul. È cuoco nella trattoria della madre. Non è presente nel romanzo originale.
Ingegner Fabry (ファブリ?, Faburi)
Doppiato da: Akira Murayama (ed. giapponese), Luca Dal Fabbro (ep. 28-49), Paolo Turco (ep. 27, 50-53) (ed. italiana)
È un giovane ingegnere meccanico al servizio di Vulfran, simpatico, gentile e con la passione per la lettura. Diventa buon amico di Peline e le presta il romanzo I Miserabili di Victor Hugo, facendola immedesimare nel personaggio di Jean Valjean, costretto come lei a vivere sotto falso nome. È la prima persona a venire a conoscenza della sua vera identità, trovandosi con lei quando viene chiamata con il suo vero nome dalla signora LaLeclie. Acquista una considerevole rilevanza rispetto al romanzo originale, in cui non ha alcun rapporto di amicizia con Peline.
Tarel (タルエル?, Tarueru, Talouel)
Doppiato da: Eiji Maruyama (ed. giapponese), Gastone Pescucci (ed. italiana)
Il direttore del cotonificio di Maroucourt. Persona subdola e scaltra; tratta con sufficienza i dipendenti e tenta di ingraziarsi Vulfran con l'obiettivo di diventare suo successore. Quando Peline diventa segretaria di Vulfran, prova invano a farla diventare una sua spia, e quando si scopre essere la nipote del presidente non manca di adularla.
Theodore (テオドール?, Teodōru)
Doppiato da: Banjō Ginga (ed. giapponese), Leo Valeriano (ed. italiana)
È il figlio della sorella maggiore di Vulfran. Trama e al tempo stesso compete con Tarel per l'appropriazione della fabbrica. Vulfran non si fida affatto di lui; infatti, al contrario di Tarel è decisamente poco furbo e di scarse competenze. Inoltre avrà sempre poco riguardo per Peline anche dopo la sua fortuna.
Avvocato Philip (フィリップ弁護士?, Firippu bengoshi)
Doppiato da: Hisayoshi Yoshizawa (ed. giapponese), Oliviero Dinelli, Bruno Cattaneo (ep. 49) (ed. italiana)
L'avvocato di Vulfran, incaricato di trovare Edmond. È lui a recarsi a Parigi per svolgere delle ricerche su Peline e a rivelare a Vulfran il suo vero nome. Non è presente nel romanzo originale.

## Produzione
L'anime avrebbe dovuto essere inizialmente diretto da Isao Takahata assieme al suo staff, composto tra gli altri da Hayao Miyazaki, che si alternava come di consueto a rotazione con altri registi la lavorazione delle serie World Masterpiece Theater. Tuttavia, Takahata trovò che la trama avesse troppe similitudini con Marco, il suo precedente lavoro anch'esso riguardante un bambino in viaggio alla ricerca di un parente attraverso vari paesi stranieri. Takahata decise perciò di rifiutare l'incarico e passare direttamente ad Anna dai capelli rossi. Questo comportò un ritardo nell'inizio della produzione e lo staff dovette essere riorganizzato da zero, ad eccezione dell'art director Masahiro Ioka.
Contrariamente a quanto avvenuto per altri anime della serie come Heidi e Marco, la troupe non ebbe il tempo di effettuare un sopralluogo per poter studiare dettagliatamente l'ambientazione della serie. Ciò è riscontrabile in alcune imprecisioni: come la presenza del suono delle cicale nel nord della Francia; o nella rappresentazione di Trieste, città raffinata ed elegante all'epoca della narrazione, mostrata invece come piccola e spoglia.

## Osservazioni

### Dal romanzo all'anime

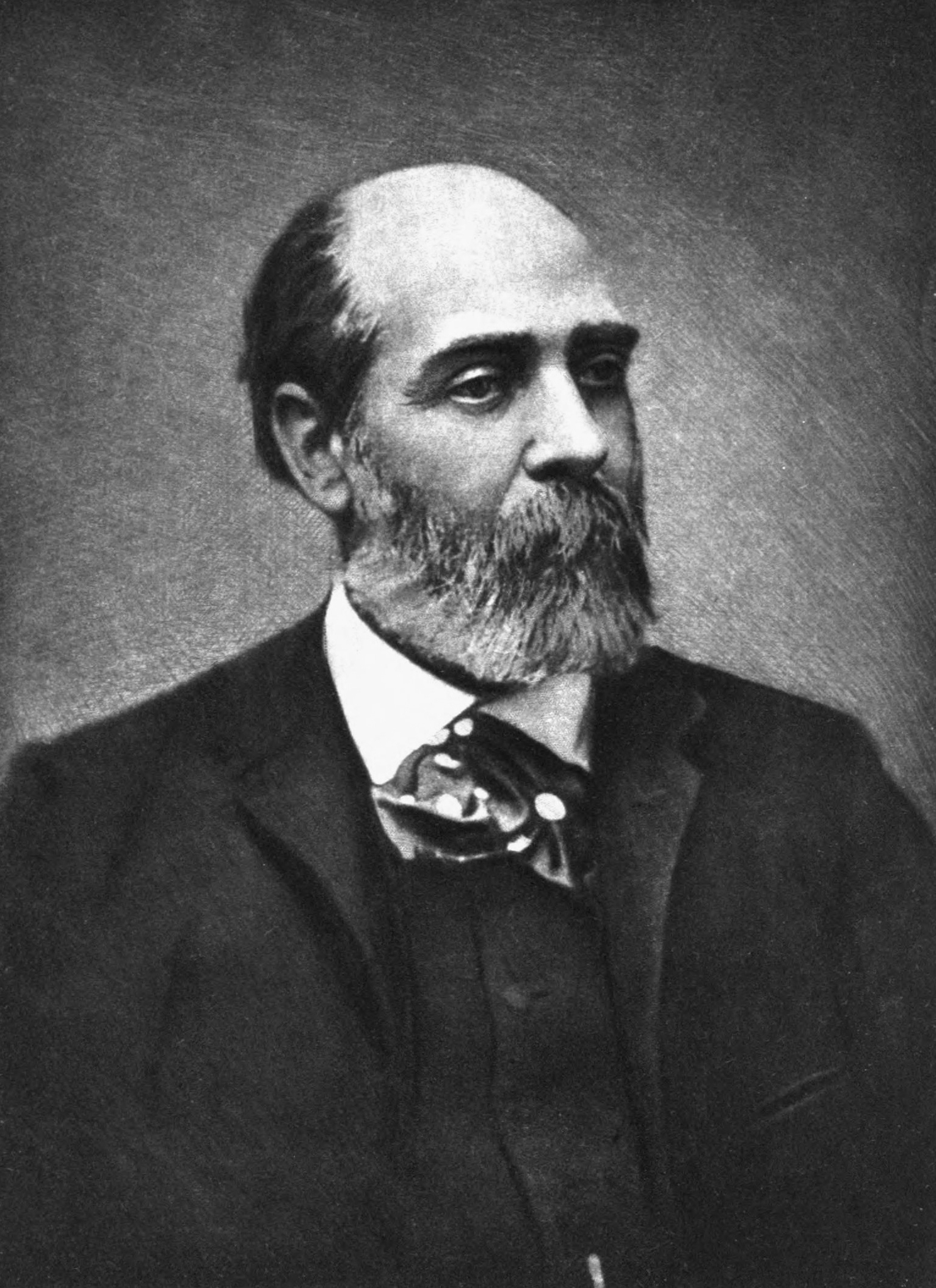
Hector Malot

La serie animata è ispirata al romanzo In famiglia del 1893 di Hector Malot e secondo la tradizione del World Masterpiece Theater è abbastanza fedele all'opera originale soprattutto nella trama e nella psicologia dei personaggi, nonostante gli ampliamenti della storia effettuati per permettere all'anime di coprire un'intera "stagione" televisiva. La narrazione viene retrodatata di una decina di anni rispetto al romanzo: dagli anni novanta dell'Ottocento al 1878. Le altre principali modifiche sono riscontrabili nell'inserimento di numerosi episodi soprattutto iniziali, dal momento che il romanzo comincia con l'arrivo di Perrine e la madre a Parigi che nell'anime avviene nell'episodio 17 - Alloggio a Parigi: la trasposizione vera e propria del romanzo inizia quindi da questo episodio. Questi episodi iniziali sono generalmente autoconclusivi e tutti i personaggi che vi sono presentati non sono quindi presenti nell'opera originale, se si escludono ovviamente Peline e Marie. Solamente Marcel, che nell'anime è il ragazzo del circo e che Peline incontra nell'episodio 5 - Un ragazzo solo, nel romanzo fa una breve apparizione all'inizio della storia.
Inoltre alcuni personaggi sono stati eliminati, aggiunti o hanno subito alcune modifiche nella loro psicologia:
- l'ingegner Fabry: il suo ruolo è stato ampliato ed è diventato il principale confidente di Peline nonché colui che l'aiuta nella sua carriera, trovandole il posto di interprete. Nel romanzo ha invece un ruolo un po' più marginale, ma è lui che indaga sul passato di Aurélie e ne fa rapporto al nonno.
- il cane Barone: assente nel romanzo ed introdotto principalmente per alleggerire la drammaticità della storia con elementi umoristici
- Cesare, padre di Rosalie: assente nel romanzo è stato introdotto in sostituzione dell'accidiosa zia Zénobie, che contrariamente al padre di Rosalie, nel romanzo si comporta sempre molto male con Perrine
- Theodore Paindavoine: in realtà nel romanzo i nipoti del nonno sono due, Théodor e Casimir. Il ruolo di Casimir è quindi confluito in Theodore ed in parte nel direttore Tarel
- Rosalie: nel romanzo l'incidente in fabbrica è molto più grave e le causa l'amputazione del suo dito mignolo.

### Le tematiche
La storia di In famiglia di Hector Malot da cui è stata tratta la serie animata, è per certi versi simile a Il piccolo Lord di Frances Hodgson Burnett, pubblicato otto anni prima. In questo caso non abbiamo un conte, ma un ricco industriale; la nuora ripudiata non è americana, ma indiana e al piccolo Cedric si sostituisce la tredicenne Peline, che come Il piccolo Lord, conquisterà l'affetto del burbero nonno e lo spingerà a intraprendere sostanziali miglioramenti sociali a favore di coloro che lavorano per lui (costruzione di nuovi alloggi, asili nido, ecc.).
La storia di In famiglia affronta però più approfonditamente le tematiche dell'immigrazione e delle difficili condizioni di vita dei lavoratori, costretti a vivere stipati in stanze malsane, dei frequenti ed invalidanti incidenti sul lavoro, delle madri lavoratrici, che non sanno a chi affidare i figli durante l'orario di lavoro, del lavoro minorile e dei pregiudizi razziali.
La serie animata si rivolge anche (ma non solo) a bambini ed adolescenti, quindi molti degli aspetti più crudi del romanzo sono stati edulcorati. Ad esempio nel romanzo, Rosalie l'amica di Peline anche lei operaia, perde un dito della mano, schiacciato da un ingranaggio della macchina con cui stava lavorando: nella trasposizione televisiva Rosalie se la cava con qualche giorno di riposo.
Anche la tematica razziale è stata molto mitigata. Ne Il piccolo Lord la nuora è ripudiata dal nonno perché plebea, nel romanzo In famiglia invece, la nuora non è giudicata degna del figlio perché indiana, quindi non bianca, di razza inferiore. Anche la nipotina, per il nonno non sarà mai accettata, perché "mora" come la madre.

### Le citazioni
Il romanzo I Miserabili di Victor Hugo è esplicitamente citato dall'anime (ma non dal romanzo). L'ingegner Fabry, amico e confidente di Aulerie, legge e in seguito presta alla ragazza il romanzo. Aulerie noterà subito la somiglianza tra la sua storia e quella di Jean Valjean che, come Peline, si nasconde dietro il falso nome di signor Madeleine per nascondere il suo passato e le sue origini. Inoltre, mutuato dal romanzo da cui l'anime è tratto, c'è l'implicito riferimento a Robinson Crusoe di Daniel Defoe. Peline "approda" a Maroucourt dopo aver perduto i compagni di viaggio (i genitori) e la nave (il carro). Non possiede nulla e deve costruirsi tutti gli utensili i vestiti e le scarpe con le proprie mani.

### Il personaggio
Peline è un personaggio complesso, sicuramente più profondo del suo omologo Cedric de Il piccolo Lord, ma anche della Perrine/Pierina, protagonista del romanzo da cui la serie animata è stata tratta.
In Peline troviamo il carattere dolce ed altruista della madre, ma anche quello intraprendente, freddo e determinato del nonno. Possiamo riscontrare questo dualismo già dai primi episodi: la madre è prostrata dalla morte del marito e vorrebbe restare presso la sua tomba in Bosnia, ma la figlia la incita a partire per la Francia e in questo è quasi spietata nel costringere la madre ad abbandonare per sempre il marito morto. Durante il viaggio poi si assiste molte volte a un capovolgimento dei ruoli: spesso è Peline che diventa la madre, accudendo la mamma ormai debilitata come se fosse sua figlia.
È Peline che suggerisce al nonno di costruire nuovi alloggi per gli operai (come avrebbe fatto la madre), ma è sempre Peline che costringe con estrema determinazione il nonno a fare il suo dovere, partecipando ai funerali dei bambini morti nell'incendio di una casa adibita a fatiscente asilo nido
.
A tutto ciò si aggiunge il fatto che Peline è dopotutto una ragazzina di 13 anni, con la sua paura di sbagliare, in balia di avvenimenti più grandi di lei. Probabilmente il personaggio del cane Barone, non presente nel romanzo, è stato introdotto anche per evidenziare questo aspetto pre-adolescenziale di Peline, inserendo inevitabilmente scene ludiche e divertenti che alleggeriscono la trama.

## Sigle
Sigla iniziale originale
- Perrine Monogatari (ペリーヌ物語?), cantata da Kumiko Ōsugi.

Sigla finale originale
- Kimagure Baron (気まぐれバロン?), cantata da Kumiko Ōsugi.

Sigla iniziale e finale italiana
- Peline Story, di Paolo Cassella e Vito Tommaso, cantata da Georgia Lepore.

Nell'edizione DVD edita da Yamato Video sono state utilizzate le sigle originali, mentre la sigla italiana è stata inserita come contenuto speciale.

## Distribuzione

### Edizione italiana
La serie è stata distribuita in Italia dall'Olympus Merchandising e trasmessa per la prima volta dal 1º settembre 1980 su alcune televisioni locali quali GRP e Telequattro, per poi passare dal 7 settembre a Quinta Rete e diverse altre. Successivamente è stata replicata anche dalle reti del circuito Euro TV e da Italia 1.

#### Il nome della protagonista
Nel romanzo In famiglia da cui è stata tratta la serie animata, la protagonista è Perrine, nome italianizzato in alcune traduzioni in Pierina; il falso nome che Perrine usa per presentarsi dal nonno è Aurélie (Aurelia in italiano). La serie animata, nella sua versione originale giapponese, rispetta i nomi del personaggio; per l'edizione italiana fu invece inizialmente scelto di chiamare la protagonista Valentina e solo in un secondo tempo fu deciso di ritornare ai nomi originali, ma per un'errata traslitterazione del katakana (リ?, ri) il nome Perrine divenne un improbabile Peline. Anche il falso nome di Peline ebbe la stessa sorte: Aurélie divenne Aulerie nella edizione italiana. Anche altri nomi presenti nell'anime paiono presentare problemi di non perfetta traslitterazione dal giapponese. Ad esempio Maroucourt, il paese dove è diretta Peline, nel romanzo è Maraucourt, la signora LaLeclie, che salva Peline da una morte per stenti, nel romanzo è La Rouquerie, Tarel, il direttore della fabbrica, nel romanzo è Talouel.

#### Il doppiaggio
Il doppiaggio venne eseguito dalla Mops Film negli stabilimenti Microstampa di Roma, su direzione di Annibale Roccasecca. L'anime Peline Story ha oltre una cinquantina di personaggi, è quindi fisiologico che gli stessi doppiatori abbiano prestato la voce a personaggi diversi. Purtroppo si assiste anche al fenomeno inverso, senz'altro più fastidioso: alcuni personaggi, anche importanti, hanno infatti voci differenti nel susseguirsi delle puntate. Peline è un caso emblematico e limite visto che ha ben cinque voci diverse, che si avvicendano durante i vari episodi. Nelle prime nove puntate la voce di Peline è quella delle sorelle Rita e Antonella Baldini che si alternano anche nel corso della stessa puntata. Dall'episodio 10 (Il rivale pericoloso) la voce di Peline diventa quella di Roberta Paladini che può considerarsi la "voce ufficiale" di Peline e che accompagnerà il personaggio fino all'episodio 44. Nell'episodio 45 (Notizie dalla Bosnia) la voce del personaggio passerà definitivamente a Laura Lenghi che doppierà tutti i rimanenti episodi, prestando contemporaneamente la voce anche a Rosalie, un altro importante personaggio. Tra le varie voci narranti che si alternano durante la serie (in originale sempre narrata da Utako Shibusawa), vi sono: Willy Moser, Franco Latini, Mauro Bosco, Rino Bolognesi, Toni Orlandi, Erasmo Lo Presto, Oliviero Dinelli, Rodolfo Baldini, Giovanna Avena, Sara Di Nepi, Bruno Cattaneo e Paolo Turco.

#### Censure e tagli
Il romanzo originale ha aspetti decisamente crudi, ma la trasposizione televisiva, che ha ingentilito la storia nei suoi aspetti più problematici, non ha dato adito a grandi interventi censori da parte dei curatori dell'edizione italiana. Si possono quindi riscontrare solamente alcuni tagli minori, probabilmente dovuti alla necessità di regolare la lunghezza degli episodi e solamente due tagli di scene lunghe e importanti, uno solo dei quali ascrivibile a censura vera e propria.
- Ep. 9 - Peline a Verona: Peline incontra due fotografi ambulanti; alcune battute dei dialoghi sono state tagliate.
- Ep. 34 - Un giorno indimenticabile: nella versione originale, Peline esegue con estrema perizia una lunga interpretazione consecutiva dal francese (giapponese) all'inglese e viceversa. Nella versione italiana gran parte della scena è stata eliminata e nelle parti rimaste i tecnici inglesi parlano con un forte accento anglosassone invece che in inglese vero e proprio come nell'originale, forse per evitare d'introdurre una lingua straniera.
- Ep. 39 - Una lettera dall'India: alcune frasi degli operai e di Theodore, il cugino di Peline, sono state eliminate.
- Ep. 40 - Povero Barone: Barone, il cane di Peline, viene ferito da un colpo di fucile. Tutta la scena è stata tagliata, e verrà eliminata anche nel "riassunto" dell'ep. 41 - Una casa come un castello. Questa è l'unica censura palese, ovviamente dovuta alla necessità di evitare di mostrare una grave violenza verso un animale.
- Ep. 43 - La domenica di Peline: Peline, prima di partire per una gita ha un breve colloquio con il nonno, che è stato tagliato.
- Ep. 48 - L'incendio: Peline ha un'aspra discussione con il nonno per convincerlo a presenziare ai funerali di due bambini morti in un incendio, figli di operai. Una parte del dialogo è stata eliminata.

L'edizione italiana in DVD per il mercato home video di Yamato Video è integrale: le parti tagliate nella prima edizione e conseguentemente non doppiate, sono in lingua originale sottotitolate in italiano.

### Edizioni home video
In Italia la serie è stata distribuita su licenza Planeta Junior. È stata pubblicata in VHS nel 2001 da Yamato Video in 13 volumi; e in DVD, prima da Hobby & Work nel 2007 (in 18 volumi) e poi nuovamente da Yamato Video nel 2013 in due cofanetti da 4 dischi ciascuno.

## Film
Nel 1990 è stato prodotto un film di montaggio riassuntivo della serie della durata di 110 minuti, con alcune modifiche nel doppiaggio e una diversa narrazione di Misako Hibino.